# جان بيار فيدلر
جان بيار فيدلر (بالفرنسية: Jean-Pierre Fiedler)‏ هو لاعب كرة قدم لوكسمبورغي، ولد في 26 يناير 1935 في لوكسمبورغ، وتوفي في 25 نوفمبر 1977.

## وصلات خارجية
- جان بيار فيدلر على موقع قاعدة بيانات كرة القدم.إي يو (الإنجليزية)